# Жуковский, Евгений Михайлович
Евге́ний Миха́йлович Жуко́вский (1814—1883) — генерал от инфантерии, военный губернатор Забайкальской области и наказной атаман Забайкальского казачьего войска (1860—1867). Комендант Новогеоргиевской крепости (1867—1883).

## Биография
Родился 11 (23) августа 1814 года в Невеле Витебской губернии, в дворянской семье генерал-интенданта и тайного советника М. С. Жуковского. Брат статс-секретаря Степана Михайловича и генерал-майора Александра Михайловича Жуковских.
Воспитывался во 2-м кадетском корпусе, из которого выпущен 16 декабря 1832 года прапорщиком, с прикомандированием к Михайловскому артиллерийскому училищу. В 1834 году произведён в подпоручики и в 1835 году переведён в 1-ю лейб-гвардейскую артиллерийскую бригаду 1-й лейб-гвардейской пехотной дивизии
В 1839 году командирован в Отдельный Кавказский корпус. Прибыв по назначению, поступил в отряд генерал-адъютанта П. Х. Граббе, оперировавший в Северном и Нагорном Дагестане, с которым участвовал в экспедиции в Чечню. Был в делах с горцами при урочище Ахмет-Тала, при Буртунаг с многочисленной шайкой Шамиля; при штурме Сурсаевой башни и взятии замка Ахульго. За боевые отличия произведён в штабс-капитаны и удостоен Высочайшего благоволения.
В 1840 году возвратился из командировки с Кавказа и вновь поступил в 1-ю Лейб-гвардии артиллерийскую бригаду.
В 1844 году Жуковский был назначен старшим адъютантом главного штаба действующей армии и произведен в полковники, а в 1847 году получил должность начальника 4-го отделения в Управлении генерал-квартирмейстера армии. Во время Венгерского мятежа участвовал при взятии Бартфельда, Эпериеша, Кашау, и в сражениях при Вайцене и Дебрецене.

Эта кампания доставила ему Золотую шпагу с надписью «За храбрость» (1849) и австрийский орден Железной короны 2-й степени:
За отличие в делах против неприятельской армии
. По возвращении в Россию, около года состоял при управлении генерал-квартирмейстера, в 1851 году переведён в 3-й Нарвский егерский полк и прикомандирован для усовершенствования в строевой службе к Образцовому пехотному полку; по окончании же срока прикомандирования, почти три года (1852—1854) командовал егерским полком; 30 марта 1852 года был произведён в генерал-майоры, в 1854 году — назначен командующим резервной бригадой 4-й пехотной дивизии. Однако и здесь служба его не была весьма продолжительной. Через два года дивизия предназначена была к расформированию. Жуковский сдал должность и был причислен к запасным войскам. Несмотря на последнее обстоятельство, он фактически оставался на действительной службе и в продолжение четырёх месяцев принимал деятельное участие в расформировании дивизии, равно как и в окончании дел 1-й бригады, и только 1 апреля 1857 года отправился на жительство в Витебскую губернию, в свой родной город Невель.
Через четыре месяца Жуковский вернулся на службу, только уже не на военную — 7 августа 1857 года состоялся Высочайший приказ о причислении его к Министерству внутренних дел. Трёхлетняя служба в министерстве внутренних дел была как бы подготовкой к принятию новой, весьма ответственной должности.
В 1860 году был назначен военным губернатором Забайкальской области и наказным атаманом Забайкальского казачьего войска; 30 августа 1861 года произведён в генерал-лейтенанты и в 1863 году получил орден Святой Анны 1-й степени (императорская корона к этому ордену была пожалована в 1867 году); 11 сентября того же года получил своё последнее назначение — комендантом Новогеоргиевской крепости. В 1870 году награждён орденом Св. Владимира 2-й степени.
30 августа 1881 года произведён в генералы от инфантерии и вскоре был удостоен ордена Святого Александра Невского. Умер в 1883 году в возрасте 69 лет.

## Награды
- Орден Святой Анны 2-й степени (1848); императорская корона к ордену (1849);
- Золотая сабля с надписью «За храбрость» (1849);
- Орден Святого Владимира 3-й степени (1857);
- Орден Святой Анны 1-й степени(1863); императорская корона к ордену (1867);
- Орден Святого Владимира 2-й степени (1870);
- Орден Белого орла (1873);
- Орден Святого Александра Невского (1881)

Иностранные:
- Орден Железной короны 2-й степени (1850);
- Орден Красного орла 3-й степени (1851)

## Семья
Был женат на дочери статского советника Марии Яковлевне Макаровой  и имел детей:
- Дмитрий (1866—1943) — учёный-биолог, переводчик, издатель философской литературы и журнала «Вопросы жизни», был женат на поэтессе А. К. Герцык;
- Александр (1859—1931) — действительный статский советник и почётный мировой судья, женат на Валерии Дмитриевне Богданович, внучатой племяннице известного композитора М. И. Глинки;
- Михаил (1856—1915) — действительный статский советник, сенатор;
- Яков (1857—1926) — действительный статский советник, чиновник особых поручений Министерства финансов, был женат на Любови Михайловне Маркович (1875—1938);
- Любовь (1862—1930) — была замужем за генерал-майором В. Н. Цытовичем
- Алексей (1863—1892)